# Lijst van spelers van RFC de Liège
Deze lijst omvat voetballers die bij RFC de Liège spelen of gespeeld hebben. De spelers zijn gerangschikt volgens alfabet.

## A
- René Andries (1966-1969)
- Léopold Anoul
- Graham Arnold (1992-1994)

## B
- Yves Baré
- Danny Boffin (1987-1991)
- Karel Bonsink (1974-1978)
- Jean-Marc Bosman (1988-1990)
- Jean-Claude Bras (1969-1970)
- Sébastien Bruzzese (2006-2007)
- Kris Buvens (2008-2010)

## C
- Louis Carré
- Mickaël Citony (2012)
- Gert Claessens (1990-1992)
- Lei Clijsters (1992-1993)
- Paul Courant (1969-1976)
- Alexandre Czerniatynski (1997-1999)

## D
- Paul Deschamps (1946-1956)
- Eric Deflandre (1991-1995, 2010-2013)
- Henri Depireux (1963-1968, 1974-1976)
- Michel De Groote (1977-1979)
- Jean-François De Sart (1982-1991, 1993-1995)
- Nico Dewalque (1976-1979)
- Moussa Diallo (2014-2015)
- Hans Dibi (2009-2010)
- Alexandre Di Gregorio (1996-1999, 2015-2017)
- Serge Djamba-Shango (2007-2008, 2011-2013)
- Grégory Dufer (2016-2017)

## E
- Gaëtan Englebert (1996-1997)

## F
- Khalilou Fadiga (1994-1995)
- Guy François (1982-1987)

## G
- Willy Geurts (1984-1986)
- Guillaume Gillet (2002-2004)
- Moreno Giusto (1980-1995)
- Emmanuel Godfroid (1991-1994, 2005-2006)
- Laurent Gomez (2008-2010, 2013-2014)
- Henri Govard (1945-1950)
- Christophe Grégoire

## H
- Roger Henrotay (1979-1984)
- Samuel Charles Hickson (1895-1903)
- Tarik Hodžić
- Jean-Marie Houben (1985-1990)
- Denis Houf (1964-1968)

## I
- Dimitri Iakovlevski (2010-2011)
- Victor Ikpeba (1989-1993)
- Marco Ingrao (1998-1999)

## J
- Lasja Jakobia (1998-2000)
- Elmar Jürgens

## K
- Serge Kimoni (1998-1999)
- Papy Kimoto (2008, 2011-2012)
- Christophe Kinet (1994-1995, 2006-2011)
- Wilfried Klinge (1977-1978)
- Edi Krnčević (1990-1993)
- Hendrie Krüzen (1991-1992)

## L
- Dylan Lambrecth (2016)
- Jean-François Lecomte (1990-1995)
- Hans Leenders (1998-1999)
- Emile Lejeune (1959-1970)
- Philippe Lenglois (1992-1995)
- Simon Ligot (2015-2019)
- Søren Lindsted (1983-1985)
- Maboula Ali Lukunku (2010)

## M
- Nebosja Malbasa (1987-1991)
- Benoit Masset (2015-2017)
- Henk Medik (1978-1981)
- Raphaël Miceli (2001-2002)
- Cvijan Milosevic (1989-1995)
- José Moës (1948-1958)
- Damien Mouchamps (2018-heden)
- Rudy Moury (2001-2002)
- Jacky Munaron (1989-1992)

## N
- Guido Nicolaes (1975-1978)
- Angelo Nijskens (1989-1991)
- Aloys Nong

## O
- Sunday Oliseh (1990-1994)
- Ahmet Öcal (2008-2009)

## P
- Luigi Pieroni (1999-2003)
- Emmanuel Pirard (1997-1998)

## Q
- Raphaël Quaranta (1978-1989)
- Georges Quéritet (1902-1903)

## R
- Pascal Renier (1989-1992)
- Predrag Ristovic (2010-2011)
- Walter Rodekamp (1968-1971)
- Léon Rosper

## S
- Willy Saeren (1948-1960)
- Kelvin Sebwe (1993-1994)
- Musaba Selemani (2010-2011)
- Edhem Šljivo (1978-1981, 1983-1987)
- Abdoulaye Soumare (2002-2004, 2007)
- François Sterchele (2000-2001)
- Jacques Stockman (1966-1972)
- Ranko Stojić
- Albert Sulon (1957-1959, 1963-1968)
- Gérard Sulon (1957-1968)
- Sead Sušić

## T
- Benoît Thans (1982-1987, 1995-1997)
- Geert Thijs (2006-2009)

## U
- Baptiste Ulens (2008-2009)

## V
- Sven Van Der Jeugt (2010)
- Peter Van Houdt (2009)
- Matthijs van Toorn (1979-1983)
- Vital Vanaken (1997)
- Jurgen Vandeurzen (1997-1998)
- Zvonko Varga (1986-1993, 1994-1997)
- Danny Veyt (1987-1989)
- Willy Vliegen (1971-1978)

## W
- Frédéric Waseige (1983-1991)
- Robert Waseige (1959-1963)
- Luiz Washington (1997)
- Bernard Wégria (1979-1995)
- Victor Wégria (1955-1965)
- Michaël Wiggers (2000-2003)
- Michel Wintacq (1979-1983)

## Z
RSC Anderlecht ·
Antwerp FC ·
Beerschot AC ·
Beerschot VA ·
KSK Beveren ·
Rupel Boom ·
Cercle Brugge · 
Club Brugge ·
KRC Genk ·
KAA Gent · 
KV Kortrijk ·
OH Leuven ·
Lierse SK ·
RFC de Liège ·
KSC Lokeren ·
Lommel SK ·
KV Mechelen ·
Royal Excel Moeskroen ·
RAEC Mons ·
KV Oostende ·
RFC Seraing ·
STVV ·
Sporting Charleroi ·
Standard Luik ·
AFC Tubize ·
Union SG ·
KVC Westerlo ·
SV Zulte Waregem